# Einville-au-Jard
Einville-au-Jard és un municipi francès situat al departament de Meurthe i Mosel·la i a la regió del Gran Est. L'any 2007 tenia 1.232 habitants.

## Demografia

### Població
El 2007 la població de fet d'Einville-au-Jard era de 1.232 persones. Hi havia 472 famílies, de les quals 124 eren unipersonals (52 homes vivint sols i 72 dones vivint soles), 144 parelles sense fills, 180 parelles amb fills i 24 famílies monoparentals amb fills.
La població ha evolucionat segons el següent gràfic:
Habitants censats

### Habitatges
El 2007 hi havia 522 habitatges, 480 eren l'habitatge principal de la família, 9 eren segones residències i 33 estaven desocupats. 441 eren cases i 76 eren apartaments. Dels 480 habitatges principals, 380 estaven ocupats pels seus propietaris, 94 estaven llogats i ocupats pels llogaters i 7 estaven cedits a títol gratuït; 1 tenia una cambra, 14 en tenien dues, 62 en tenien tres, 130 en tenien quatre i 274 en tenien cinc o més. 346 habitatges disposaven pel capbaix d'una plaça de pàrquing. A 215 habitatges hi havia un automòbil i a 212 n'hi havia dos o més.

### Piràmide de població
La piràmide de població per edats i sexe el 2009 era:
| Homes | Edats   | Dones |
| ----- | ------- | ----- |
| 0     | 95 o +  | 0     |
| 0     | 90 a 94 | 16    |
| 4     | 85 a 89 | 16    |
| 0     | 80 a 84 | 4     |
| 8     | 75 a 79 | 16    |
| 36    | 70 a 74 | 28    |
| 32    | 65 a 69 | 52    |
| 32    | 60 a 64 | 44    |
| 20    | 55 a 59 | 12    |
| 52    | 50 a 54 | 48    |
| 48    | 45 a 49 | 28    |
| 56    | 40 a 44 | 64    |
| 36    | 35 a 39 | 64    |
| 36    | 30 a 34 | 28    |
| 36    | 25 a 29 | 32    |
| 28    | 20 a 24 | 28    |
| 60    | 15 a 19 | 40    |
| 48    | 10 a 14 | 76    |
| 24    | 5 a 9   | 72    |
| 36    | 0 a 4   | 24    |

## Economia
El 2007 la població en edat de treballar era de 751 persones, 556 eren actives i 195 eren inactives. De les 556 persones actives 516 estaven ocupades (282 homes i 234 dones) i 40 estaven aturades (20 homes i 20 dones). De les 195 persones inactives 76 estaven jubilades, 62 estaven estudiant i 57 estaven classificades com a «altres inactius».

### Ingressos
El 2009 a Einville-au-Jard hi havia 484 unitats fiscals que integraven 1.243 persones, la mediana anual d'ingressos fiscals per persona era de 17.600 €.

### Activitats econòmiques
Dels 61 establiments que hi havia el 2007, 3 eren d'empreses extractives, 5 d'empreses alimentàries, 1 d'una empresa de fabricació d'altres productes industrials, 12 d'empreses de construcció, 19 d'empreses de comerç i reparació d'automòbils, 5 d'empreses de transport, 2 d'empreses d'hostatgeria i restauració, 1 d'una empresa financera, 1 d'una empresa immobiliària, 1 d'una empresa de serveis, 6 d'entitats de l'administració pública i 5 d'empreses classificades com a «altres activitats de serveis».
Dels 20 establiments de servei als particulars que hi havia el 2009, 1 era una oficina d'administració d'Hisenda pública, 1 oficina de correu, 1 funerària, 2 tallers de reparació d'automòbils i de material agrícola, 2 paletes, 3 guixaires pintors, 4 lampisteries, 2 electricistes, 3 perruqueries i 1 restaurant.
Dels 5 establiments comercials que hi havia el 2009, 2 eren fleques, 2 carnisseries i 1 una botiga de material de revestiment de parets i terra.
L'any 2000 a Einville-au-Jard hi havia 8 explotacions agrícoles que ocupaven un total de 620 hectàrees.

## Equipaments sanitaris i escolars
El 2009 hi havia 1 centre de salut i 1 farmàcia.
El 2009 hi havia una escola elemental. Einville-au-Jard disposava d'un col·legi d'educació secundària amb 287 alumnes.

## Poblacions més properes
El següent diagrama mostra les poblacions més properes.